# Armée hellénique
 (décembre 2018).
Si vous disposez d'ouvrages ou d'articles de référence ou si vous connaissez des sites web de qualité traitant du thème abordé ici, merci de compléter l'article en donnant les références utiles à sa vérifiabilité et en les liant à la section « Notes et références ».
L'armée de terre grecque a été fondée en 1821 de fait, 1828 de manière officielle.

## Description
Les forces terrestres sont relativement mobiles mais les véhicules de transport de troupe sont faiblement blindés. Les forces spéciales sont de bonne qualité.
L’armée de terre manque d’aéromobilité et de capacité de projection des forces à longue distance du fait d’une focalisation sur la menace turque. La prolifération de types disparates de matériels entraîne une lourdeur logistique.

## Principaux matériels en service

### 2022

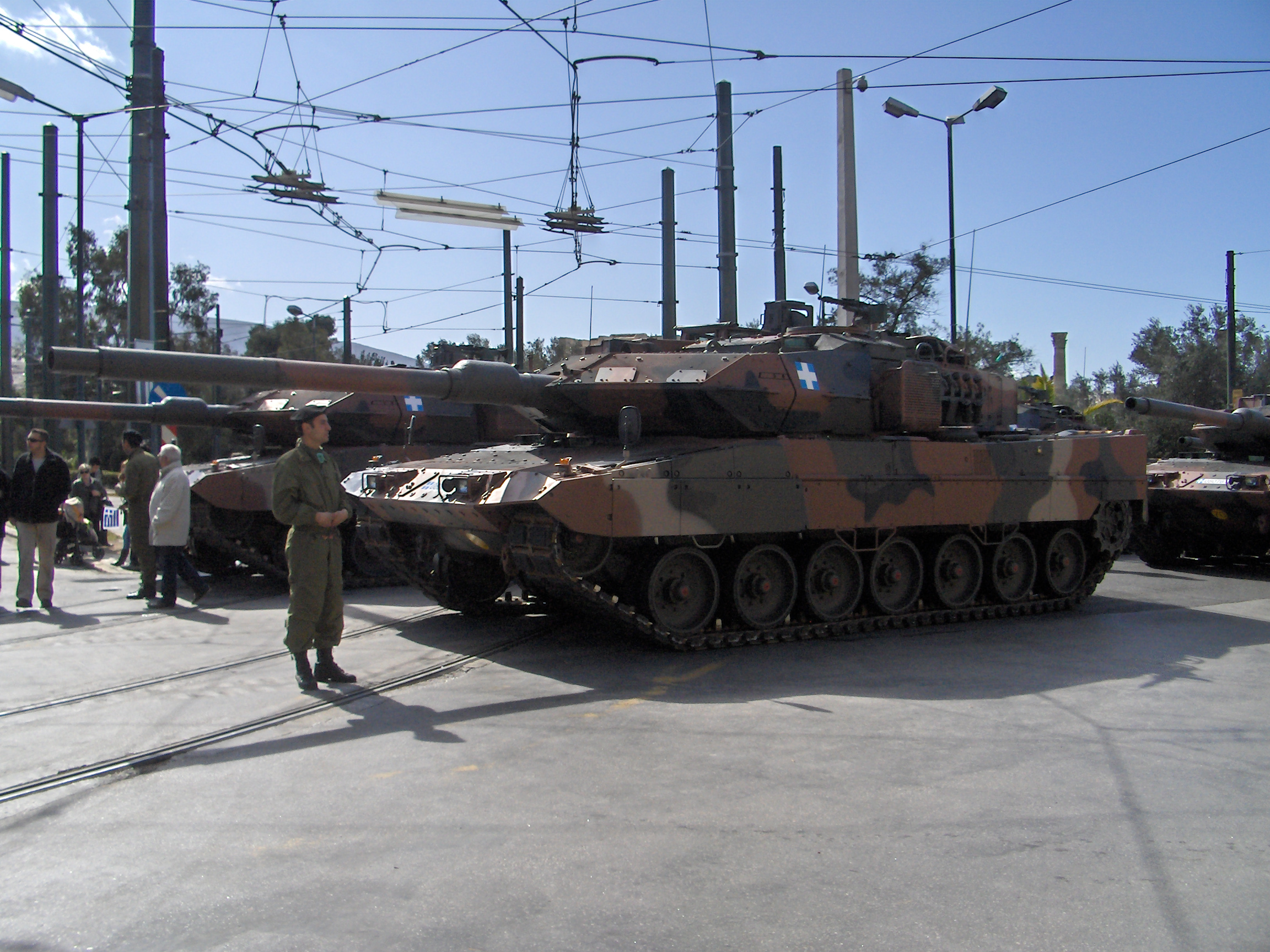
Chars Leopard 2A6 de l'armée grecque.

#### Véhicules de combat
Chiffre actualisés au 1er janvier 2022 selon la publication "The military Balance 2022".
| Type                                    | Modèle               | Origine                   | Quantité | Remarques                                                                       |
| --------------------------------------- | -------------------- | ------------------------- | -------- | ------------------------------------------------------------------------------- |
| Char de combat principal                | Leopard 2A6HEL       | Allemagne                 | 170      |                                                                                 |
| Char de combat principal                | Leopard 2A4          | Allemagne                 | 183      |                                                                                 |
| Char de combat principal                | Leopard 1A4/5        | Allemagne                 | 500      |                                                                                 |
| Char de combat principal                | M48A5                | États-Unis                | 375      |                                                                                 |
| Véhicule de combat d'infanterie         | BMP-1                | Union soviétique - Russie | 169      | En partie transféré à l'Ukraine en 2022                                         |
| Véhicule de combat d'infanterie         | Marder-1A3           | Allemagne                 | 40       | En cours de livraison, acquis en échange de la livraison des BMP-1 à l'Ukraine. |
| Véhicule blindé de transport de troupes | Léonidas 1/2         | Grèce                     | 91       |                                                                                 |
| Véhicule blindé de transport de troupes | M113A1/A2            | États-Unis                | 1852     |                                                                                 |
| Véhicule de commandement blindé         | M577                 | États-Unis                | 187      |                                                                                 |
| Véhicule de reconnaissance              | VBL                  | France                    | 242      |                                                                                 |
| Véhicule anti-char                      | Humvee avec Kornet-E | États-Unis - Russie       | 195      |                                                                                 |
| Véhicule anti-char                      | M901 ITV             | États-Unis                | 363      |                                                                                 |

#### Artillerie
| Type                     | Modèle               | Origine                              | Quantité | Remarques |
| ------------------------ | -------------------- | ------------------------------------ | -------- | --------- |
| Obusier automoteur       | M109A1B/A2/A3GEA1/A5 | États-Unis                           | 418      | 155 mm    |
| Obusier automoteur       | PzH-2000             | Allemagne                            | 24       | 155 mm    |
| Obusier automoteur       | M107                 | États-Unis                           | 12       | 175 mm    |
| Obusier automoteur       | M110                 | États-Unis                           | 140      | 203 mm    |
| Canon tracté             | M101                 | États-Unis                           | 211      | 105 mm    |
| Canon tracté             | M-56                 | États-Unis                           | 18       | 105 mm    |
| Canon tracté             | M114                 | États-Unis                           | 230      | 155 mm    |
| Lance roquettes multiple | RM-70                | Tchécoslovaquie - République tchèque | 109      | 122 mm    |
| Lance roquettes multiple | M270                 | États-Unis                           | 36       | 227 mm    |

#### Défense anti aérienne
| Type                               | Modèle         | Origine                   | Quantité | Remarques |
| ---------------------------------- | -------------- | ------------------------- | -------- | --------- |
| Missile sol-air moyenne portée     | MIM-23B I-Hawk | États-Unis                | 42       |           |
| Missile sol-air courte portée      | 9K331 Tor-M1   | Russie                    | 21       |           |
| Missile sol-air courte portée      | 9K33 Osa-M     | Russie                    | 38       |           |
| Missile sol-air très courte portée | ASRAD HMMWV    | États-Unis                | 54       |           |
| Canon anti aérien                  | Rh 202         | Allemagne                 | 204      |           |
| Canon anti aérien                  | ZSU 23-2       | Union soviétique - Russie | 523      |           |
| SATCP                              | FIM-92         | États-Unis                |          |           |

#### Aéronefs
| Type                                | Modèle               | Origine    | Quantité | Remarques |
| ----------------------------------- | -------------------- | ---------- | -------- | --- |
| Transporteur léger                  | Beech 200 King Air   | États-Unis | 3        | |
| Transporteur léger                  | Cessna 185           | États-Unis | 15       | |
| Hélicoptère d'attaque               | AH-64A Apache        | États-Unis | 19       | |
| Hélicoptère d'attaque               | AH-64D Apache        | États-Unis | 9        | |
| Hélicoptère de reconnaissance       | OH-58D Kiowa Warrior | États-Unis | 60       | |
| Hélicoptère de manœuvre et d'assaut | CH-47 Chinook        | États-Unis | 25       | |
| Hélicoptère de manœuvre et d'assaut | NH-90                | France     | 14       | |
| Hélicoptère de manœuvre et d'assaut | UH-1H Iroquois       | États-Unis | 84       | 56 en 2024, seront remplacés par 35 UH-60M Blackhawk commandés en avril 2024 devant être livrés à partir de 2027. |
| Hélicoptère multi-usage             | Bell 206             | États-Unis | 14       | |
| Drone tactique                      | Sagem Sperwer        | France     | 4        | |

#### Radar
| Type                     | Modèle           | Origine    | Quantité | Remarques |
| ------------------------ | ---------------- | ---------- | -------- | --------- |
| Radar de veille          | Kasta 2E         | Russie     | 3        |           |
| Radar de contre batterie | AN/TPQ-37        | États-Unis | 18       |           |
| Radar de contre batterie | ARTHUR           | Suède      | 3        |           |
| Station météo            | Vaisala RT 20 AM | Finlande   | 1        |           |

### 2005
Certains sont produits localement sous licence.
Les chiffres donnés dans cette rubrique ainsi que pour l'armée de l'air et la marine sont, sauf indication contraire, de 2005.
Pistolets :
- Browning GP
- HK P7

Pistolet-mitrailleur :
- HK MP5

Fusil d'assauts :
- FN FAL
- HK G3
- Colt M4

Mitrailleuses :
- MG3
- HK 21
- Browning M2HB

Char d'assaut :
- Char Leopard 1 : 414 (509 en 2008)
- Char Leopard 2 : 353 dont 183 d'occasion (155 Leopard 2A6 en 2008)
- Char M-48A5 : 683 (515 en 2008)

Véhicules de combat d’infanterie :
- BMP-1 : 501

Transport de troupes :
- Léonidas : 131
- M113 et dérivés : 1 509

Véhicules de reconnaissance :
- M-8 : 130
- VBL : 37
- HMMWV : 8

Artillerie automotrice :
- M-109A1/A2/A3 (155 mm) : 195
- Zuzana (en) (155 mm) : 12
- PzH 2000 : 10
- M-107 (en) (175 mm) : 12
- M110 (203 mm) : 181

Artillerie tractée :
- M114 (155 mm) : 266
- Obusier M101 (105 mm) : 445
- OTO Melara Modèle 56 (105 mm) : 18

Lance-roquettes multiple :
- RM-701 (122 mm) : 115
- M-270 MLRS : 36

Artillerie antiaérienne, missile sol-air :
- ZSU 23-2 (23 mm) : 506
- I-Hawk : 42
- SA-10 Grumble : 2 batteries
- SA-15 Gauntlet : 21
- SA-8 Gecko : 20
- FIM-92 Stinger : 1 000

Mortiers et missile antichar :
- 107 mm : 620
- 81 mm : 2 800
- Lanceurs de missile MILAN : 290
- Lanceurs de missiles TOW : 336
- Lanceurs AT-4 Spigot : 262

Hélicoptères :
- AH-64 Apache : 20
- CH-47 Chinook : 9
- UH-1H : 76
- AB-205 (en) : 31
- AB-206 : 14